# Huddersfield
Huddersfield város az Egyesült Királyságban, Angliában, West Yorkshire grófságban, Leedstől kb. 25 km-re délnyugatra. Lakossága 2001-ben 146 ezer fő volt.
A 19. században a gyapjúnak köszönhette a virágzását. A gépesítés nyomán itt létesültek nagy, gőzgépekkel működő szövödék. Ezek közül néhány szövöde máig fennmaradt, de sokat más célokra alakítottak át és kéményeik már nem füstölögnek. Napjainkban gazdaságában a gyógyszeripar a legjelentősebb. Egyetemén (University of Huddersfield) 24 ezer diák tanul.